# FMK RADIO BUSTERS
『FMK RADIO BUSTERS』（エフエムケイ・レディオ・バスターズ）は、エフエム熊本（FMK）で2007年4月2日から、毎週月曜日から木曜日の16:00 - 18:55（JST）に放送されているワイド番組である。

## 概要
熊本市中央区上通のびぷれす熊日会館・鶴屋New-S地下1階の「エフエム熊本サテライトスタジオJ-PIT」（現在は廃止）から生放送されていたが、2013年4月からエフエム熊本本社スタジオでの放送となり、放送時間も16:00～18:55と、それまでより1時間繰り上げられた。
途中、自社製作帯番組やTOKYO FM製作番組を交えながら番組を送る。
番組ロゴマークは、the pillowsの山中さわおが制作。
2011年には、日本民間放送連盟賞ラジオ部門エンターテインメント番組で九州・沖縄地区審査「優秀賞」を受賞。
2012年2月2日に、番組放送1000回を迎える。
2016年(平成28年)、日本民間放送連盟賞 ラジオ生ワイド番組部門で優秀賞を受賞。

キャッチフレーズは"Evening Adventure!!"。

## 出演者

### パーソナリティ
2022年10月から
- 月曜日 : かなぶんや（2013年-2022年9月は火曜日も担当）
- 火曜日 : 松本亮介（かつては木曜、のちに月・水曜を担当していた）
- 水曜日 : スマイリー原島（2013年-2022年9月は木曜日も担当）
- 木曜日 : MASAKI

尚、2013年4月から2019年3月迄、月曜日はかなぶんや単独で担当していたが（2017年度以前は火曜日も同様）、2019年4月より全曜日2人態勢となっていた。2022年秋の大改編より、全曜日でワンマンスタイルへ変更される。

### 過去
| 期間    | 期間   | 月曜                | 火曜                  | 水曜                      | 木曜                      |
| ------- | ------ | ------------------- | --------------------- | ------------------------- | ------------------------- |
| 2007.4  | 2007.9 | 前田裕美 タケル     | 前田裕美 タケル       | 永松ケンシ えみりィ       | 永松ケンシ えみりィ       |
| 2007.10 | 2008.3 | 前田裕美 えみりィ   | 前田裕美 えみりィ     | 永松ケンシ タケル         | 永松ケンシ タケル         |
| 2008.4  | 2008.9 | 永松ケンシ 梅太郎   | 永松ケンシ 梅太郎     | 永松ケンシ タケル         | 永松ケンシ タケル         |
| 2008.10 | 2010.3 | 永松ケンシ          | 永松ケンシ            | 永松ケンシ タケル         | 永松ケンシ タケル         |
| 2010.4  | 2013.3 | 永松ケンシ          | 永松ケンシ            | TOMMY タケル              | TOMMY タケル              |
| 2013.4  | 2017.3 | かなぶんや          | かなぶんや            | スマイリー原島 高橋よしえ | スマイリー原島 高橋よしえ |
| 2017.4  | 2019.3 | かなぶんや          | かなぶんや 高橋よしえ | スマイリー原島 高橋よしえ | スマイリー原島 松本亮介   |
| 2019.4  | 2021.2 | かなぶんや 松本亮介 | かなぶんや 伴 都美子  | スマイリー原島 冨田浩二   | スマイリー原島 樫山結     |
| 2021.3  | 2021.7 | かなぶんや 松本亮介 | かなぶんや 伴 都美子  | スマイリー原島 冨田浩二   | スマイリー原島 akari      |
| 2021.8  | 2022.3 | かなぶんや 松本亮介 | かなぶんや 伴 都美子  | スマイリー原島 冨田浩二   | スマイリー原島 樫山結     |
| 2022.4  | 2022.9 | かなぶんや 松本亮介 | かなぶんや 冨田浩二   | スマイリー原島 松本亮介   | スマイリー原島 樫山結     |
| 2022.10 | 現在   | かなぶんや          | 松本亮介              | スマイリー原島            | MASAKI                    |

### その他
- いい旅熊本観光塾 : 常盤よしこ

## 過去の出演者
- 前田裕美（月・火担当、2007年4月 - 2008年3月）
- えみりィ（月・火担当、2007年4月 - 2008年3月／2007年4月 - 9月まで水・木担当）
- 梅太郎（風犬ナンジャ、月・火担当、2008年4月 - 2008年9月）
- 永松ケンシ（2007年4月 - 2013年3月）
- TOMMY（2010年4月 - 2013年3月）
- タケル（2007年4月 - 2013年3月）
- 高橋よしえ（火・水担当、2013年4月 - 2019年3月／2017年3月以前は水・木担当）
- 伴都美子(Do As Infinity)（火曜担当、2019年4月 - 2022年3月）
  - かなぶんやとのコンビだった為『ぶんぶんばんばんの火曜日』と称した。
- akari(Shiki)（木曜担当、2021年3月4日  - 7月29日、樫山結の産休代理）
- 冨田浩二（火曜担当、2019年4月 - 2022年9月／2022年3月以前は水曜）
- 樫山結（木曜担当、2019年4月 - 2022年9月29日）

- 鶴屋フロアリポート : 岩清水愛
- 鶴屋New-Sリポート : 吉田恵理
- いい旅熊本観光塾 : 松村奈央（？ - 2017年？、一時休業時期あり）

## タイムテーブル

### 現在
2021年4月現在
- 16:00- OPENING
- 16:20- SUZUKI HAPPY TRAFFIC INFORMATION（道路交通情報）
- 16:24頃- AROUND BUSTERS
- 16:50- 大劇 everyday jazz
- 17:00- 熊本トヨペット 2hd CORNER
- 17:28- トラフィックインフォメーション
- 17:45- SUZUKI No.1 Factory[1]
- 17:55- 熊本日日新聞ニュース
- 18:00-
- 18:08- いい旅熊本観光塾
- 18:15- トラフィックインフォメーション
- 18:17- ウェザーインフォメーション
- 18:20- (ゲスト枠）
  - ゲストがいない場合、バスターズ・プレイリスト

2012年頃
- 17:00- OPENING
- 17:15- 熊本トヨペット 1st CORNER
- 17:28- トラフィックインフォメーション
- 17:45- Humanglobe Traveler
- 18:00- MIC 6 BUSTERS
- 18:08- いい旅熊本観光塾
- 18:15- トラフィックインフォメーション
- 18:17- ウェザーインフォメーション
- 18:26- AROUND BUSTERS
  - 月曜日は、スペシャリスト
  - 火曜日は、カップリングバトル!聴きたいのはどっち
  - 水曜日は、ライブインフォメーション
  - 2週目の木曜日には、リポーターの風戸直子が出演
  - 4週目の木曜日には、タウン情報クマモト（2020年2月廃刊）日置編集長が出演
- 19:00- 
  - （月）鶴屋New-S News、終了後、GUEST CORNER（またはアーティストリクエスト）
  - （火）-（木）GUEST CORNER（またはアーティストリクエスト）